# Rigidité de Born
Le critère de rigidité de Born désigne un concept de relativité restreinte introduit par le physicien allemand Max Born. Ce critère permet de définir un équivalent relativiste du concept de corps rigide utilisé en mécanique classique.

## Principe
Classiquement, un corps est considéré comme rigide si la distance entre deux points donnés ne varie pas au cours du temps. Du fait de la contraction des longueurs, cette notion de distance constante n'est plus utilisable en relativité. De manière simplifiée, on peut donc dire qu'un objet satisfait le critère de rigidité de Born si sa longueur propre, c'est-à-dire la longueur mesurée par un observateur inertiel momentanément au repos par rapport à cet objet, demeure constante.

## Applications
Le concept a été introduit par Max Born (1909), à partir de l'étude d'un corps soumis à une accélération constante. Lorsque Paul Ehrenfest tenta d'appliquer le critère de rigidité de Born aux mouvements rotatifs, il apparut que cette définition de la rigidité imposait des restrictions très sévères aux mouvements autorisés en relativité. Le théorème d'Herglotz-Noether a notamment mis en évidence qu'un corps en rotation sur lui-même et rigide au sens de Born pouvait uniquement être animé d'un mouvement de rotation uniforme. Ce résultat a été formulé par Gustav Herglotz et également sous une forme moins générale par Fritz Noether. En conséquence, Born et d'autres auteurs ont ensuite proposé des définitions moins restrictives de la rigidité. 
Au-delà de ces limitations purement cinématiques, Max von Laue a par ailleurs montré en 1911 que le corps rigide de la mécanique classique supposait une transmission instantanée de l'information au sein du matériau, fondamentalement incompatible avec les principes de la relativité restreinte.